# Eschweilera gigantea
Eschweilera gigantea är en tvåhjärtbladig växtart som beskrevs av James Francis Macbride. Eschweilera gigantea ingår i släktet Eschweilera och familjen Lecythidaceae. Inga underarter finns listade i Catalogue of Life.